# جمعية الأدب المسلم البنغالي
بانجيا مسلمان ساهيتيا ساميتي أو جمعية الأدب المسلم البنغالي هو مجتمع أدبي بنغالي تاريخي تم تأسيسه في عام 1911 وارتبط ببعض الشخصيات الأدبية الأكثر شهرة في تلك الحقبة.

## النشر
كانت مجلة "بانغيا مسلمان ساحتيا بتريكا" النشرة الأدبية الفصلية لجمعية "بانغيا مسلمان ساحتيا ساميتي". في 24 شباط 1918، تقرر من خلال اجتماع بدء إصدار هذه النشرة الفصلية. وصدر العدد الأول في أبريل 1918، بينما صدر العدد الأخير في أبريل 1923. كانت المجلة تنشر أساسًا الأعمال الأدبية للمسلمين البنغاليين، لكنها كانت أحيانًا تتضمن أعمالًا لأدباء هندوس بنغاليين. وغالبًا ما كانت المجلة تنشر أعمال الشاعر قاضي نذر الإسلام.